# Philibert Capitani
Pour les articles homonymes, voir Capitani.
Philibert Capitani, né le 31 juillet 1928 à Frassinoro (Italie) et mort le 17 août 2020 à Toulon, est un joueur de rugby à XV français. Il joue avec l'équipe de France et évolue au poste de deuxième ligne au sein de l'effectif du Rugby club toulonnais (1,85 m pour 100 kg). 

## Carrière

### En club
- RC Toulon

### En équipe nationale
Il a disputé son premier test match en équipe de France le 29 août 1954 contre l'équipe d'Argentine et le dernier le 12 septembre de la même année contre cette même équipe.

## Palmarès
- Finaliste du challenge Yves du Manoir : 1954.                                                . Champion de France 1971 avec Carqueiranne 3ème  division en tant qu’entraîneur

## Statistiques en équipe nationale
- 2 (+1 non officielle) sélections en équipe de France en 1954